# 금호목포시내
금호목포시내(錦湖木浦市內)는 전라남도 목포시에 본사를 둔 목포시의 시내버스 운송 회사로 계열사로는 고속버스 업체인 금호고속, 전세버스 업체인 금호고속관광 (경기법인)이 있다.

## 주요 연혁
- 2024년 11월: 회사 설립

## 운행 노선

### 순환버스
- ● 66번 : 석현동 ~ 석현동 (한일시장 경유)
- ● 66-1번 : 석현동 ~ 석현동 (제일여고 경유)
- ● 77번 : 석현동 ~ 석현동 (제일중학교 경유)
- ● 77-1번 : 석현동 ~ 석현동 (코아루 경유)

### 지선버스
- ● 10번 : 석현동 ~ 아리랑고개

### 좌석버스
- ● 900번: 석현동 ~ 대불역 (영암군) ~ 농업박물관 (영암군)

## 보유 차량

#### 현대자동차
- 현대 그린시티
- 현대 뉴 슈퍼 에어로시티
- 현대 저상 뉴 슈퍼 에어로시티

## 같이 보기
- 금호고속